# Eotetranychus uchidai
Eotetranychus uchidai är en spindeldjursart som beskrevs av Ehara 1956. Eotetranychus uchidai ingår i släktet Eotetranychus och familjen Tetranychidae. Inga underarter finns listade i Catalogue of Life.